# Sothuvad gråfågel
Sothuvad gråfågel (Edolisoma schisticeps) är en fågel i familjen gråfåglar inom ordningen tättingar.

## Utseende och läte
Sothuvad gråfågel är en medelstor tätting. Hanen är enhetligt skiffergrå, med svarta vingkanter, svart spets på stjärten och ett svart ansikte. Honan är rostfärgad, hos vissa underarter med grå hjässa och andra med svag tvärbandning undertill. Bland lätena hörs olika stigande och fallande nasala visslingar samt ett begeistrat tjattrande.

## Utbredning och systematik
Sothuvad gråfågel delas in i fyra underarter med följande utbredning:
- Edolisoma schisticeps schisticeps – öarna Misool och Salawati samt nordvästra Nya Guinea
- Edolisoma schisticeps reichenowi – norra Nya Guinea (Geelvink Bay, Sepik)
- Edolisoma schisticeps poliopsa – södra Nya Guinea (Cape River, Astrolabe Bay)
- Edolisoma schisticeps vittata – D'Entrecasteaux-öarna (Fergusson och Goodenough)

### Släktestillhörighet
Tidigare inkluderades släktet Edolisoma i Coracina, men genetiska studier visar att Coracina i vidare bemärkelse är parafyletiskt i förhållande till Lalage och Campephaga.

## Status och hot
Arten har ett stort utbredningsområde, men tros minska i antal, dock inte tillräckligt kraftigt för att den ska betraktas som hotad. Internationella naturvårdsunionen IUCN listar arten som livskraftig (LC).